# Casa i jardí d'Eduard Rosa
La casa d'Eduard Rosa és un edifici de Calella de Palafrugell (Baix Empordà), inclòs a l'Inventari del Patrimoni Arquitectònic de Catalunya.

## Història
El 1942 l'industrial Eduard Rosa Balaciart, casat amb Joaquima Fina Vergés (originària del mas Fina), va comprar uns camps al terme de Palafrugell, entre Ermedàs i Calella, i el 1948 s'hi va construir la tanca perimetral. El 1957, l'arquitecte i paisatgista Nicolau Maria Rubió i Tudurí hi va projectar una casa d'estiueig envoltada de jardí.

## Descripció
El jardí té una avinguda central amb xiprers a banda i banda que condueix a la casa, situada en un nivell més elevat, a la qual s'accedeix a través d'una petita escala.
La casa presenta una planta molt allargada, amb un cos central de dos pisos i tres eixos que té una terrassa amb balustrada al nivell del pis superior, recolzada sobre un pòrtic amb columnes.